# Marta Dillon
Marta Dillon (Buenos Aires, 29 de julio de 1966) es una periodista y activista argentina. Es editora del suplemento feminista Las 12, del diario Página/12, y más tarde creadora y editora del suplemento LGTBQ Soy, en el mismo diario. En los años noventa escribía la columna Convivir Con Virus en ese diario. Es hija de la abogada y activista Marta Taboada (1942-1977), desaparecida por la dictadura de Videla hasta el año 2012. Forma parte de una «familia diversa». Se inició en el periodismo a los 20 años. Trabajó en el diario Nuevo Sur y ha publicado artículos, entre otras, en las revistas locales El Porteño, Cerdos & Peces, La Maga, Luna, Noticias, Página/30, Rolling Stone, Planeta Urbano y Latido, y en las mexicanas National Geographic en español y Luna Córnea. Conduce el programa radial El desmadre. En 2015 fue una de las fundadoras del movimiento Ni una menos iniciado en Argentina para denunciar la violencia hacia las mujeres y el feminicidio.

Nunca más una mujer muerta por aborto, nunca más a la trata de personas, nunca más una persona trans muerta por violencia de género. [...] Hay identidades devaluadas. Una persona trans parece no valer lo mismo que vos y que yo. Muchxs ponen su mierda ahí, una identidad cloacalizante donde se deposita todo lo que no se quiere ver.
Marta Dillon, en una entrevista

## Biografía
Dillon es la hermana mayor de tres hermanos varones: Andrés, Juan y Santiago.
En 1975, Dillon vivía con sus tres hermanos y su madre Marta Taboada (una abogada militante de 33 años, que estaba separada de su esposo) en una casa que compartían con Gladys Porcel de Puggioni y Juan Carlos Negro Arroyo, sus compañeros de militancia en el MR 17 (Movimiento Revolucionario Diecisiete de Octubre) sobre la actual calle Joly, entre Centenario y De la Vega, en la zona sur de Moreno, a pocas cuadras de la estación ferroviaria, en el Gran Buenos Aires.
A los 9 años de edad ―según describe Laura Ramos en La niña guerrera (2010), un libro de relatos de no ficción―, Marta Dillon ya conocía técnicas para escabullirse de los grupos de tareas (que era el nombre que en esa época se le daba en Argentina a las patotas que secuestraban, torturaban y asesinaban a sindicalistas, maestros, luchadores sociales, etc.), tenía charlas políticas con las amigas revolucionarias de su madre, y hacía con ella viajes furtivos hasta Puerto Iguazú para sacar por la frontera a algún compañero.

Durante la madrugada del 28 de octubre de 1976 ―cuando Dillon tenía diez años de edad―, una «patota» de servicios irrumpió en la vivienda, destrozó los muebles y se llevó a los tres. Los seis niños, de distintas edades, fueron testigos del secuestro. Quedaron al cuidado de una chica de 16 años.

El secuestro para mí implicó no sólo que ya no estaba mi mamá, sino que ya no estaba nada del mundo que yo había conocido. Ni esa alegría, ni mis amigos... Fue arrasador.

Los hermanos se mudaron con su padre ―también abogado, de pasado peronista pero ya no militante―. En los siguientes años alternaron entre Buenos Aires y la ciudad de Mendoza.
Su nueva madrastra la acusó de «díscola e ingobernable» y la hizo enviar durante una temporada a un internado en Suiza, donde Dillon probó por primera vez un poco de la libertad vedada en la Argentina militarizada.
La adolescencia coincidió con la primavera democrática, el rock, el auge de la cocaína y la revolución sexual en diferido. Marta cursó un poco de Ciencias Políticas en Mendoza, algo de Sociología en Buenos Aires y, después de un par de trabajos malos, comenzó a ejercer como periodista en el diario Sur (Buenos Aires). A los 20 años (1986) se fue a vivir con un novio, y a los 21 tuvo a su hija, Naná Dillon, a la que crio básicamente sola mientras el padre trataba de saldar sus cuentas con la ley.
En 1994 se enteró del resultado positivo de su análisis de VIH (virus de inmunodeficiencia humana, causante del sida).
En ese año empezó a escribir una columna en el suplemento No (en Página/12): «Convivir con virus», uno de sus grandes aportes al periodismo joven de los años noventa, una bitácora preblogger de supervivencia.
En su planteo, Dillon evitó el discurso de víctima:

Eso no era «conmovedor», es decir, no era tan conmovedor (léase ‘lastimero, penoso y lleno de culpa’) como para que me invitaran a la mesa de Mirtha Legrand. No alcanza con tener VIH: tenés que haber cometido algún pecado para que las fundaciones te lleven.
Marta Dillon, en una entrevista

Ese material fue recopilado en el libro Vivir con el virus. Era un momento en el que ya habían muerto muchos amigos suyos y las campañas solo les hablaban a quienes no se habían contagiado: «El sida mata. Te metían eso en la cabeza, entonces los que teníamos VIH teníamos que sacarnos esa idea de la cabeza».
Dillon fue referente de la agrupación HIJOS desde su origen (1995).
En 1998, Dillon escribió un artículo sobre gais y lesbianas de Argentina que habían formado familia en San Francisco (California). Si bien en Estados Unidos el matrimonio igualitario no es legal, sí existe la figura de la "second adoption", que permite a dos personas del mismo sexo compartir la adopción de un chico. La familia protagonista de la nota era la que habían formado dos mujeres junto con José María Francos, hermano de Fernanda Francos, que había sido la primera novia de Marta (y la única hasta Albertina Carri; Dillon siempre tuvo parejas varones).

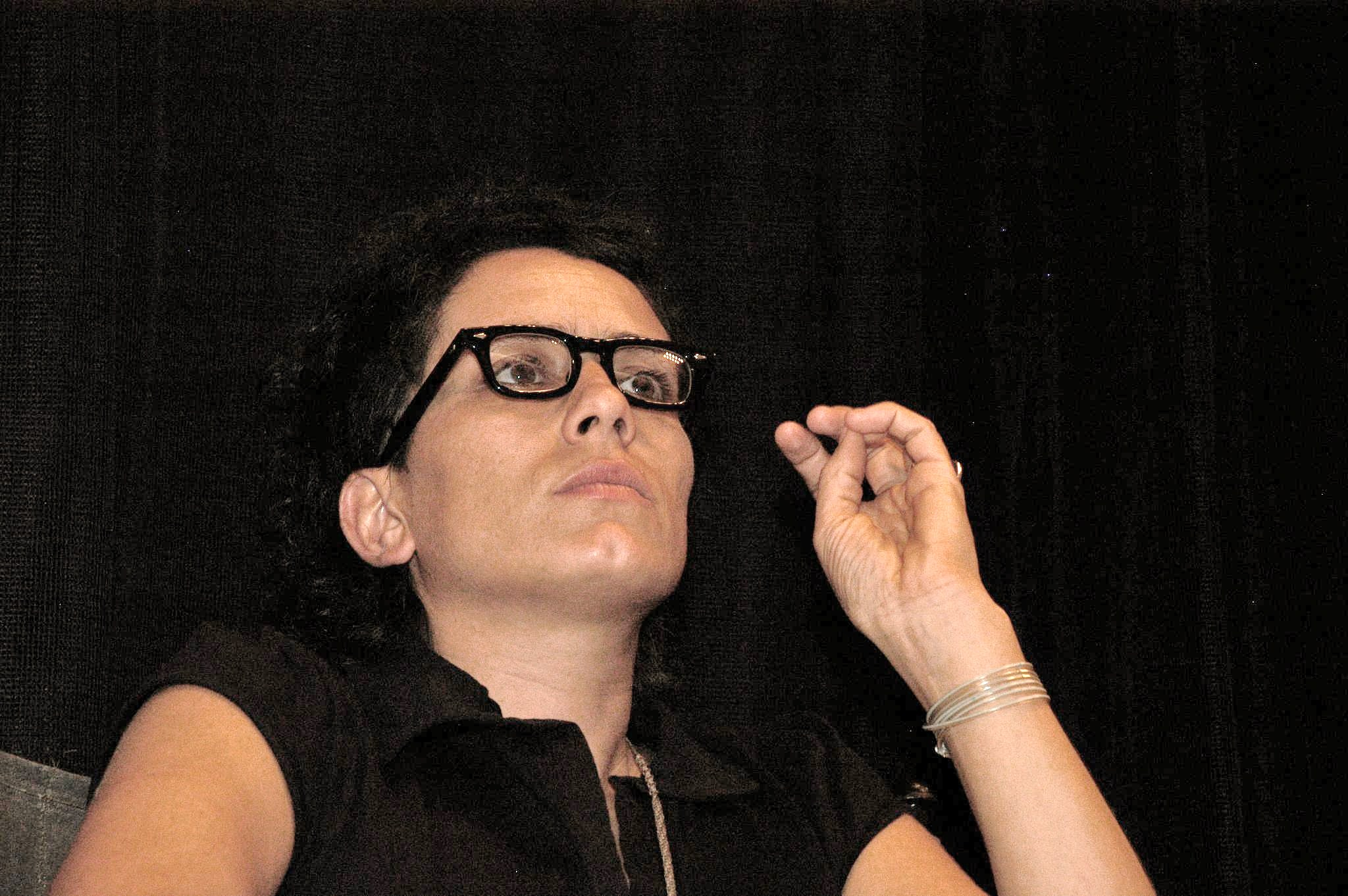
Albertina Carri, esposa de Dillon, en la presentación de su película La rabia de Guadalajara (México) en marzo de 2008.

En agosto de 2005, Marta Dillon conoció a la cineasta Albertina Carri ―también hija de desaparecidos―, directora de Los rubios y La rabia.
En esa época, el matrimonio entre personas del mismo sexo aún no estaba legalizado en la Argentina. Hicieron entonces un «casamiento apócrifo». Su maestro de ceremonias fue el diseñador gráfico Alejandro Ros (quien realiza la gráfica del suplemento Las 12, que dirige Dillon, y es autor de tapas de discos de rock argentino «de culto», como Narigón del siglo, Jéssico, Hijos del culo y Un mañana).
Después de una «unión civil» con convocatoria récord (la jueza de paz no podía creer la cantidad de gente que entraba esa mañana en el Registro Civil), las chicas arrearon a los íntimos al Urondo Bar, el restobar de Javier Urondo, hijo del periodista, escritor y militante desaparecido Paco Urondo (1940-1976).
Tras la promulgación de la Ley de Matrimonio Igualitario pudieron casarse.
Le propusieron a Alejandro Ros que fuera el padre biológico del hijo de ellas. El matrimonio de Albertina Carri y Marta Dillon se terminó en el año  2015, realizaron el divorcio. 
Los primeros intentos fueron caseros. Iban a la casa de Alejandro, él les daba un frasquito con el semen ―por lo general con algún diseño alusivo, un mapa de Tokio forrando el envase o una etiqueta rotulada con el nombre FURYO― y, con una jeringa normal, la pareja hacía el procedimiento a puertas cerradas.

Nosotras habíamos hablado con la ginecóloga, a ver cuánto duraba el semen, esas cosas. Y nos dijo que duraba 48 horas fuera del hombre y cinco días dentro del cuerpo de la mujer. Después de ese primer ensayo, que nos pareció demasiado hippie, hicimos dos intentos con un médico. Pasábamos a buscar el frasquito por lo de Ale y nos íbamos a un consultorio. Previo a eso, a Alber le hacían ecografías para ver cuándo ovulaba.
Marta Dillon, en una entrevista

El 17 de noviembre de 2008 nació su hijo Furio ―cuyo nombre se basa en Furyo, el personaje principal de la icónica película Merry Christmas, Mr. Lawrence (1983), protagonizada por David Bowie y Ryuichi Sakamoto―, que resultó del embarazo de Carri.

Dos mujeres poderosas, brillantes, inmensamente capaces, con todos los recursos a su favor… Y aun así, mirá lo difícil que les ha resultado. Imaginate qué le queda a toda esa gente sola y frustrada que hay en el mundo, sin medios, sin nadie que los ayude, temerosos de perder el trabajo si se atreven siquiera a admitir que son gais; ni hablemos de formar una familia... Los heterosexuales deberían ver que esto no es extraño. Creo que todo el mundo lo va a entender, excepto quizá la Coalición Cristiana y la extrema derecha.
David Crosby (músico de folk rock) en entrevista con la revista Rolling Stone

## Trabajos

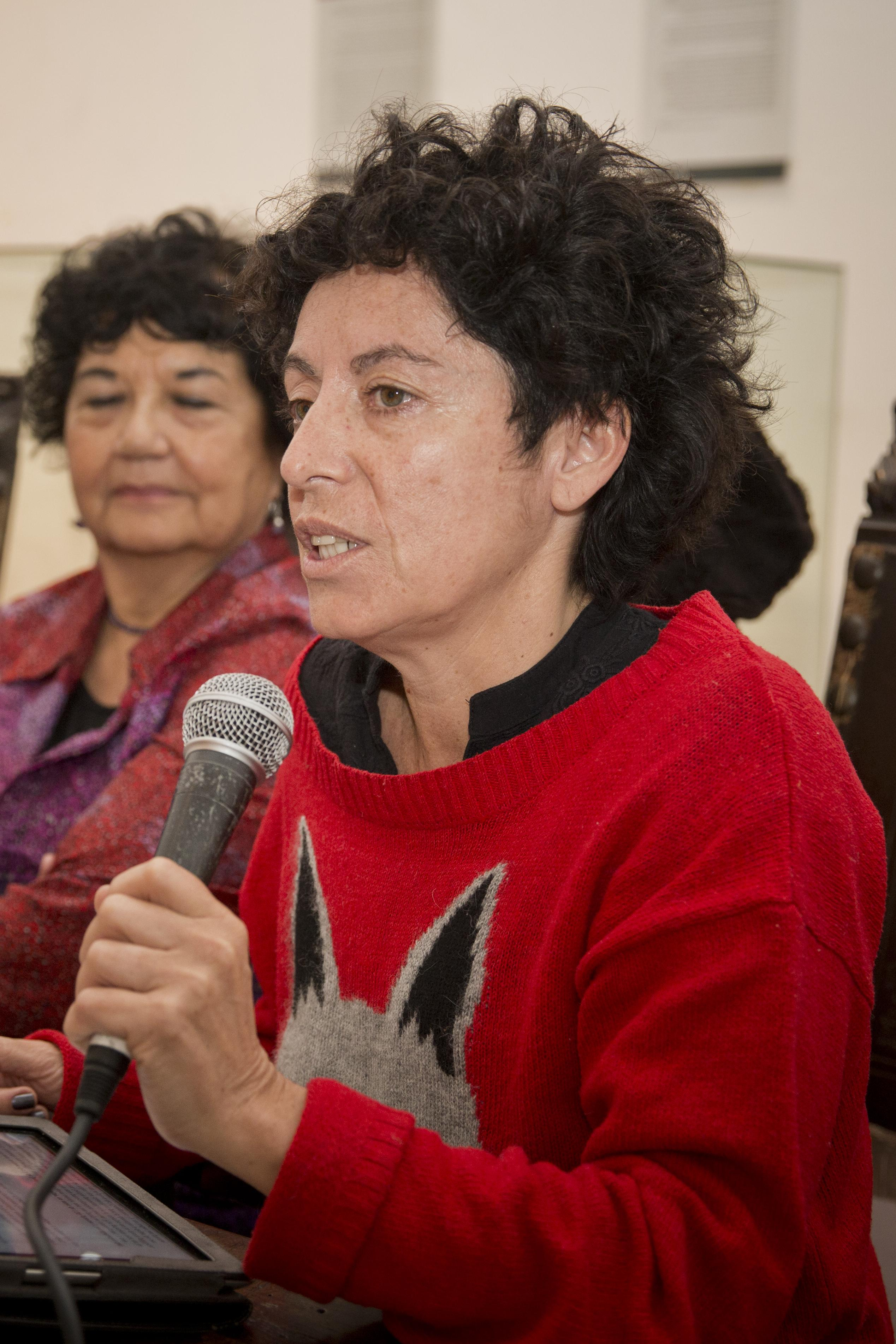
Marta Dillon en Cabildos Abiertos (Buenos Aires, 30 de julio de 2015).

Junto con Albertina Carri fundaron la productora Torta (que en lunfardo significa ‘lesbiana’).
Produjeron una serie de cuatro documentales llamada La Bella Tarea, acerca de los derechos de las mujeres en el parto, sobre las distintas maneras de parir y sobre cómo la corporación médica se apropió de este proceso fisiológico.
Junto a su exesposa Albertina Carri realizaron el programa Visibles.
Seis horas realizadas en alta definición, con invitados e invitadas diversos ―Mauro Cabral, Fito Páez, Liniers, Mariela Muñoz, Fabiana Tron, y otros―, con cortos de animación para cada capítulo, un glosario también animado, informes periodísticos; conducido por Diego Trerotola y Lisa Kerner; producido por Albertina Carri, Marlene Wayar, Ariel Di Paola, y otros. Ese programa nunca ha sido difundido por televisión. Se encuentra archivado en el BACUA (Banco de Contenidos Audiovisuales).

¿Por qué nadie quiere pasarlo? Tal vez los temas relacionados con la diversidad sexual se han caído de la agenda. Tal vez se prefieran historias conmovedoras contadas desde la extranjería del colectivo LGBTI, tal vez lo que se busca es que sigamos siendo víctimas. Nada de eso está en Visibles: hablamos desde nosotros y nosotras, a todos y todas, para celebrarnos y para naturalizar esto de la diversidad, que obviamente no es excluyente del colectivo LGBTI.
Marta Dillon, en una entrevista

En 2012, ambas ganaron un concurso para hacer una serie de ficción en prime time (horario central de televisión): «Esto nos tiene muy entusiasmadas, porque ya teníamos ganas de un poco de fantasía».
Realizaron entonces la miniserie 23 pares, de 13 capítulos (emitida entre septiembre y diciembre de 2012).
El 25 de agosto de 2012, Marta Dillon pudo dar entierro a su madre Marta Taboada. Posteriormente escribió el libro sobre su búsqueda, llamado Aparecida. 
En 2003, Prensa Latina le otorgó la primera mención del premio José Martí, y en 2005, la Unión de Mujeres de la Argentina premió su labor periodística. En el año 2005 la nombraron Embajadora de los Derechos Reproductivos por el Instituto Social y Político de las Mujeres. Luego en  2012, obtuvo el premio Lola Mora por su trayectoria en el periodismo y se lo otorgó  la legislatura de la Ciudad de Buenos Aires.
Realizó la investigación y guion de la película Línea 137 dirigida por Lucía Vasallo en 2020.

## Libros
- 2002: Santa Lilita. Biografía de una mujer ingobernable.
- 2002: Vivir con virus.
- 2004: Relatos de la vida cotidiana.
- 2006: Corazones cautivos. La vida en la cárcel de mujeres.
- 2015: Aparecida.